# Кутби Киром
Кутби Киром (тадж. Қутбӣ Киром; 1932—1995) — народный поэт Таджикистана, Заслуженный деятель культуры Таджикистана, переводчик..

## Биография
Родился в 1932 году в посёлке Урметан Айнинского района Ленинабадской области (ныне Согдийская область) Таджикистана. В 1967 году окончил Литературный институт имени Горького.
Работал в редакциях печатных изданий и радио. С 1967 по 1987 годы — старший редактор издательства «Ирфон». С 1987 по 1995 годы — руководитель отдела классической литературы издательства «Адиб».
Скончался в 1995 году, похоронен на кладбище «Лучоб» в Душанбе.

## Творчество
В первые стихи Кутби Кирома были опубликованы в 1957 году. Является автором десяток книг, в числе которых «Полет любви», «Запах хлеба», «Вдохновение», «Сердце брата» и другие. Его стихи переведены на различные языки мира.
Его перу также принадлежат переводы на таджикский язык произведений Уильяма Шекспира, Михаила Лермонтова, Николая Некрасова, Сергея Есенина, Александра Блока и других поэтов.